# Arancha Martí
Arancha Martí (Madrid, 17 de novembre de 1994) és una actriu espanyola de cinema i televisió, més coneguda per interpretar el paper de Carla a La gran familia española, la qual cosa li va valer una nominació als Premis Unión de Actores 2014.

## Carrera
Va començar a estudiar art dramàtic a l'Escola Cristina Rota en 2009.
Des de 2010 fins a 2011 va ser personatges episòdics en sèries d'èxit com Doctor Mateo o Águila Roja, fins que el 2012 va interpretar el personatge de Tatiana a la tercera temporada d' El barco d'Antena 3.
En 2013 va tornar al cinema amb La gran familia española dirigida por Daniel Sánchez Arévalo on va interpretar a Carla, una jove embarassada per Efra (Patrick Criado), el seu xicot i futur marit. Aquest mateix any també va participar en la pel·lícula Herencia  dirigida per Mario Bolaños, interpretant a una jove malalta terminal.
En 2014, va interpretar a Irene a Ciega a citas, una telenovel·la de Cuatro.

## Filmografia

### Cinema
| Cine | Cine                     | Cine              | Cine       | Cine            |
| Any  | Títol                    | Paper             | Tipus      | Notes           |
| ---- | ------------------------ | ----------------- | ---------- | --------------- |
| 2013 | La gran familia española | Carla Diego López | Pel·lícula | Paper principal |
| 2013 | Herencia                 | Clara             | Pel·lícula | Paper principal |
| 2017 | Sólo se vive una vez     | Sara Kreiner      | Pel·lícula | Paper principal |
| 2018 | Perdida                  | Lucrecia          | Pel·lícula | Paper secundari |

### Sèries de televisió
| Any  | Sèrie                     | Canal     | Personatge       | Noteas       |
| ---- | ------------------------- | --------- | ---------------- | ------------ |
| 2009 | Hospital Central          | Telecinco | Neta de Venancio | 1 episodi    |
| 2010 | Doctor Mateo              | Antena 3  |                  | 1 episodi    |
| 2011 | Águila Roja               | La 1      |                  | 1 episodi    |
| 2011 | 14 de abril. La República | La 1      |                  | 1 episodi    |
| 2012 | El barco                  | Antena 3  | Tatiana          | 1 episodi    |
| 2014 | Ciega a citas             | Cuatro    | Irene Zabaleta   | 137 episodis |

### Videoclips
| Videoclip | Videoclip      | Videoclip | Videoclip | Videoclip |
| Any       | Títol          | Paper     | Tipus     | Notes     |
| --------- | -------------- | --------- | --------- | --------- |
| 2014      | A tu salud     | -         | Videoclip | Vikxie    |
| 2014      | Gotas Suicidas | -         | Videoclip | Romero    |

## Premis i nominacions
| Unión de actores | Unión de actores        | Unión de actores         | Unión de actores | Unión de actores |
| Any              | Categoria               | Treball                  | Resultat         |                  |
| ---------------- | ----------------------- | ------------------------ | ---------------- | ---------------- |
| 2014             | Millor actriu revelació | La gran familia española | Nominada         |                  |